# I Korpus Lubelski

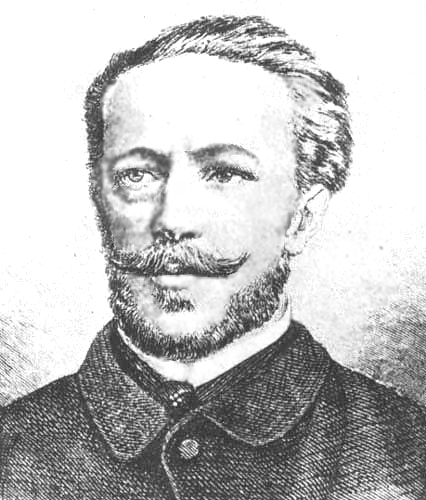
Michał Heydenreich-Kruk, dowódca I Korpusu

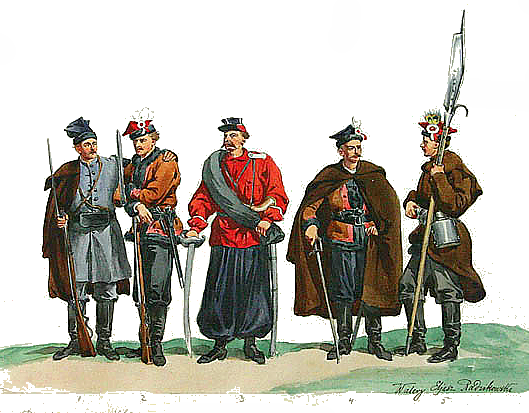
Piechota powstania styczniowego

I Korpus „Lubelski” – korpus sił powstańczych okresu powstania styczniowego, obejmujący dwa dawne województwa: lubelskie i podlaskie.

## Formowanie
Główny cel jaki postawił sobie Romuald Traugutt po objęciu władzy nad powstaniem to przekształcenie oddziałów partyzanckich w rzeczywistą siłę zbrojną.  Dekretem z dnia 15 grudnia 1863 powołał regularne oddziały aż do poziomu korpusu. Ograniczył samodzielność istniejących oddziałów, zakazał dowolnego ich formowania i rozformowywania. Stawały się one tym samym składową większych formacji.
W zamyśle miało powstać pięć korpusów, cztery na terenie Królestwa, piąty na Litwie i miały tworzyć kadry przyszłej masowej formacji dla potrzeb planowanej kolejnej kampanii. W praktyce udało się stworzyć zalążki dwóch - II Korpus („Krakowski”) pod dowództwem Józefa Hauke-Bosaka i I "Lubelski" - Michała Heydenreicha-Kruka, w pozostałych województwach istniały one tylko na papierze.